# NGC 2559
NGC 2559 ist eine Balken-Spiralgalaxie vom Hubble-Typ SBbc im Sternbild Achterdeck des Schiffs. Sie ist schätzungsweise 60 Millionen Lichtjahre von der Milchstraße entfernt.
Das Objekt wurde am 5. Februar 1837 von John Herschel entdeckt.
Am 23. Oktober 2002 wurde in NGC 2559 die Supernova SN 2002hc entdeckt.